# Southern Railway (États-Unis)
Pour les articles homonymes, voir Southern Railway.

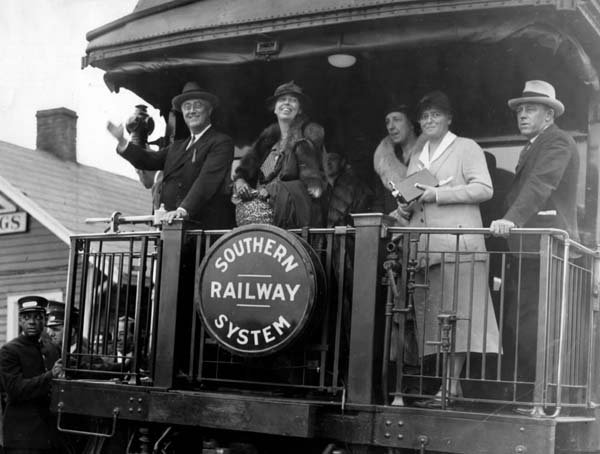
Franklin D. Roosvelt sur la plateforme d'un train de Southern Railways

Le Southern Railway (sigle de l'AAR: SOU) était une ancienne compagnie américaine de chemin de fer de classe I. Créé en 1827, il fut réorganisé en Southern Railway par JP Morgan en 1894. Pour garantir son développement, il finit par regrouper jusqu'à 150 compagnies. En 1982, il fut placé sous le contrôle de la Norfolk Southern Corporation en même temps que le Norfolk and Western Railway (N&W). Le SOU fut ensuite rebaptisé Norfolk Southern Railway en 1990, tandis que le N&W continua d'exister comme filiale jusqu'en 1997.

## Les origines
Le premier chemin de fer à l'origine du Southern Railway, n'était autre que l'un des 3 tout  premiers des États-Unis: le South Carolina Canal and Rail Road Company (SCC&RR) créé en 1827. 

À cette époque dans les années 1820, 3 compagnies pionnières virent le jour : 
- Le Delaware and Hudson Canal Company, créé en 1823, il ouvrit son canal reliant le Delaware River et le Hudson River en octobre 1828. Puis le 8 août 1829, il fit rouler la première locomotive à vapeur des États-Unis : la Stourbridge Lion.
- Le Baltimore and Ohio (B&O), créé le 24 avril 1827, il inaugura la liaison Baltimore / Ohio River le 24 mai 1830. Il proposa dès cette année un train régulier de voyageurs.
- Le South Carolina Canal and Rail Road Company (SCC&RR) qui fut créé en décembre 1827.

Le 25 décembre 1830, quelques mois seulement après le B&O, le SCC&RR inaugura son premier train de voyageurs régulier; la locomotive, appelée Best Friend of Charleston et alimentée au bois, circulait à Charleston, en Caroline du Sud, sur une dizaine de kilomètres. Puis la totalité de la ligne, reliant Charleston à Hamburg, Caroline du Sud, fut ouverte le 30 octobre 1833; elle était alors la plus longue voie ferrée continue au monde avec 219 km.
Tandis que la fièvre ferroviaire touchait les autres États, le réseau ferré s'étendit vers le sud et même à travers les Allegheny Mountains. Charleston et Memphis, Tennessee, furent reliés en 1857. Cependant l'expansion du rail marqua une pause avec le début de la Guerre de Sécession. La ligne du Richmond and York River Railroad, qui reliait West Point, Virginie, sur la rivière Pamunkey à  Richmond, Virginie, fut dévastée durant la campagne de la péninsule menée par George McClellan; les destructions furent maximales lors de la Bataille de Sept Jours en 1862. Le Richmond and Danville Railroad était le dernier lien des Confédérés avec Richmond, et il permit de transporter Jefferson Davis et son cabinet vers Danville, Virginie, juste avant la chute de Richmond en avril 1865. 
La guerre civile, connue pour avoir entrainé la première bataille du rail, dévasta les chemins de fer et l'économie du sud. La plupart des chemins de fer furent réparés, réorganisés et exploités de nouveau. Le long de la rivière Ohio et du fleuve Mississippi, de nouvelles lignes furent construites. Le Richmond and Danville, devenu le Richmond and Danville Railroad System s'étendit vers le sud durant cette période, mais connut des troubles financiers en 1893, et finit par être contrôlé par le financier JP Morgan.

## La naissance du Southern Railway
En 1894, JP Morgan réorganisa le Richmond and Danville Railroad System et le East Tennessee, Virginia and Georgia Railroad pour constituer le Southern Railway (SOU). Mais en réalité le processus qui aboutit à la constitution du SOU, impliqua la combinaison et la réorganisation de près de 150 compagnies depuis les années 1830. La compagnie détenait les 2/3 des 7 000 km de voies qu'elle exploitait, et le reste était tenu par des locations ou des participations. Le Southern contrôlait aussi  l'Alabama Great Southern Railroad (depuis 1895) et le Georgia Southern  and Florida Railway, lesquels avaient leurs propres gestions. Le SOU avait également des intérêts dans le Central of Georgia Railway. 
Le premier président de la compagnie, Samuel Spencer, ajouta de nombreuses lignes au Southern, lequel depuis les années 1830, finit par réunir 150 lignes. Durant 12 ans, le Southern bâtit de nouveaux dépôts à Knoxville, Tennessee et Atlanta, Georgie, et acheta des équipements. Il dégagea la compagnie de sa dépendance à la culture du tabac et du coton, et concentra ses efforts  à la diversification du trafic et au développement industriel. Malheureusement, il fut tué dans un accident ferroviaire en 1906.
En 1916, avec l'acquisition de la ligne Meridian, Mississippi /  La Nouvelle-Orléans, Louisiane, le réseau atteignit  12 872 km de voies sur 13 États, ce qui marqua la limite de son territoire pour plus de 50 ans. 
Le Southern Railway racheta le Central of Georgia le 17 juin 1963, mais ne le fusionna que le 1er juin 1971. Il s'empara du Georgia Northern Railway en 1967. En 1971, ce fut le tour du Tennessee, Alabama and Georgia Railway (TAG Route). Le 1er janvier 1974, le SOU racheta également l'ancienne petite compagnie Norfolk Southern Railway (dont les origines remontent à 1881) et la fusionna à sa filiale Carolina and Northwestern. 

## Les faits notoires
Le SOU et ses prédécesseurs furent crédités de nombreuses innovations ferroviaires. 
Le South Carolina Canal and Rail Road, commença son exploitation en 1833, et fut le premier à transporter régulièrement des voyageurs, des troupes et du courrier sur des trains tractés par des locomotives à vapeur. Il fut également le premier à circuler la nuit.
Il fut le premier chemin de fer de classe I à se convertir entièrement à la traction diesel. La dernière locomotive à vapeur tractant du fret, fut la no 6330 de type 2-8-2; elle s'arrêta à Chattanooga, Tennessee le 17 juin 1953. 
Le SOU fut toujours à la pointe du progrès, que ce soit en matière de dieselisation précoce, de modernisation des ateliers et des dépôts, d'informatisation, de développement de wagons spéciaux et de convois de charbon. Le SOU adopta le slogan: "Southern Gives a Green Light to Innovation". 
Concernant la sécurité, les diesels, de la première GP7 à la dernière GP50, étaient fournies avec l'option capot long afin de protéger les équipages en cas de crash; ceci prit fin avec les SD50. 
Du début des années 1960 jusqu'à 1994, le SOU avait institué un programme d'excursion en locomotive à vapeur.

## La constitution du Norfolk Southern
La fusion du Chessie System et du Seaboard System Railroad en 1980 pour donner CSX Transportation, déclencha le processus de rapprochement du Southern Railway et du Norfolk and Western Railway. Le Southern ainsi que le N&W furent placés sous le contrôle de la holding Norfolk Southern Corporation le 1er juin 1982. Le 31 décembre 1990, le SOU fut renommé Norfolk Southern Railway (NS). Le N&W devint une filiale du NS, et conserva son nom jusqu'en 1998. 

## Les trains avec dénominations
- Aiken-Augusta Special
- Asheville Special
- Birmingham Special
- Carolina Special
- Crescent
- Florida Special
- Peach Queen
- Pelican
- Piedmont Limited
- Ponce de Leon
- Royal Palm
- Southerner
- Sunnyland
- Tennessean

## Les chemins de fer appartenant au Southern Railway
- Alabama Great Southern Railroad (AGS)
- Central of Georgia Railway (CofG)
- Cincinnati, New Orleans and Texas Pacific Railway (CNO&TP)
- Georgia and Florida Railroad (G&F)
- Georgia Northern Railway (GANO) — acquit en 1967
- Georgia Southern and Florida Railway (GS&F)
- Knoxville and Charleston Railroad
- Louisiana Southern Railway (LS)
- New Orleans and North Eastern Railway (NO&NE)
- New Orleans Terminal Company (NOTCO)
- Tennessee, Alabama and Georgia Railway (TA&G)

## Les principaux centres de triage
- DeButts Yard (anciennement Citico Yard) à Chattanooga (Tennessee)
- Inman Yard à Atlanta (Georgia)
- Spencer Yard à Linwood (North Carolina)
- Norris Yard à Birmingham (Alabama)
- Sevier Yard à Knoxville (Tennessee)
- Brosnan Yard à Macon (Georgia)
- Sheffield Yard à Sheffield (Alabama)